# بابامرادي عليا
بابامرادي عليا (بالفارسية: بابامرادی علیا) هي مستوطنة تقع في قسم آسمان آباد الريفي (مقاطعة تشرداول) في إيران. يقدر عدد سكانها بـ 116 نسمة بحسب إحصاء 2016.